# 三井住友銀行
三井住友銀行（日语：／ Mitsui Sumitomo Ginkō */?，簡稱）是日本的都市銀行及三大巨型銀行之一，隸屬於三井住友金融集團，成立於2001年4月1日，由住友集團及三井集團各自的主要銀行：住友銀行與櫻花銀行合併而成。總部位於東京都千代田區丸之內。截至2021年，在全日本共有444處營業據點，海外據點則有19處。

## 歷史
2001年4月1日，住友集团的住友银行和三井集团的樱花银行合并成立三井住友银行。2003年3月17日，三井住友銀行的企業法人以逆向合併的方式併入子公司若潮銀行，但繼續以「三井住友銀行」為名經營。
2002年12月2日，住友银行（旧）的主要支社日本总研、三井住友信用卡上市。2010年，三井住友銀行的母公司三井住友金融集團在紐約證券交易所上市。
2023年，三井住友銀行宣布對越南第二大商業銀行VP銀行進行2,000億日元的出資。

## 外部鏈結
- 三井住友銀行（页面存档备份，存于）